# Ora (marka samochodów)

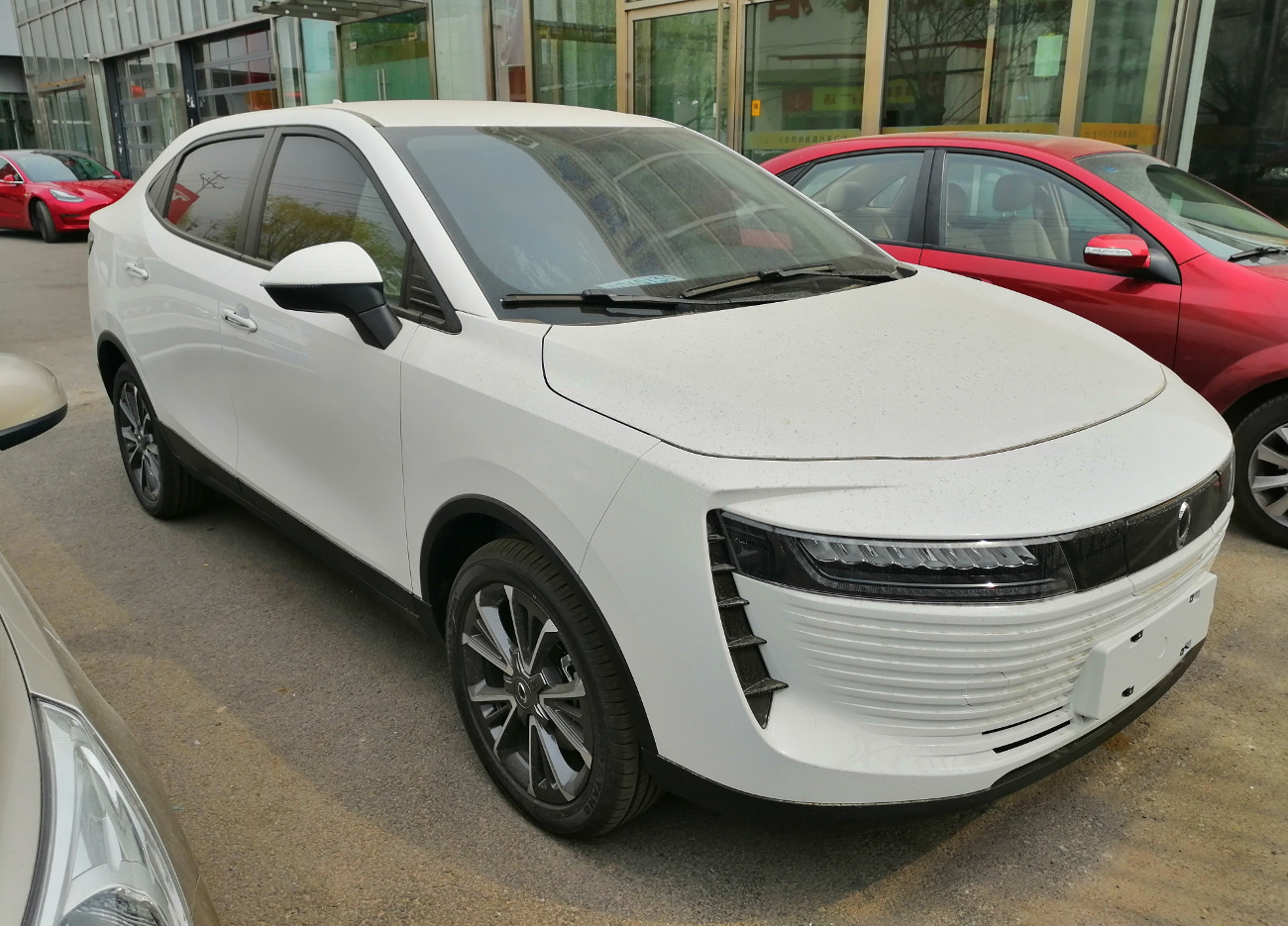
Ora iQ

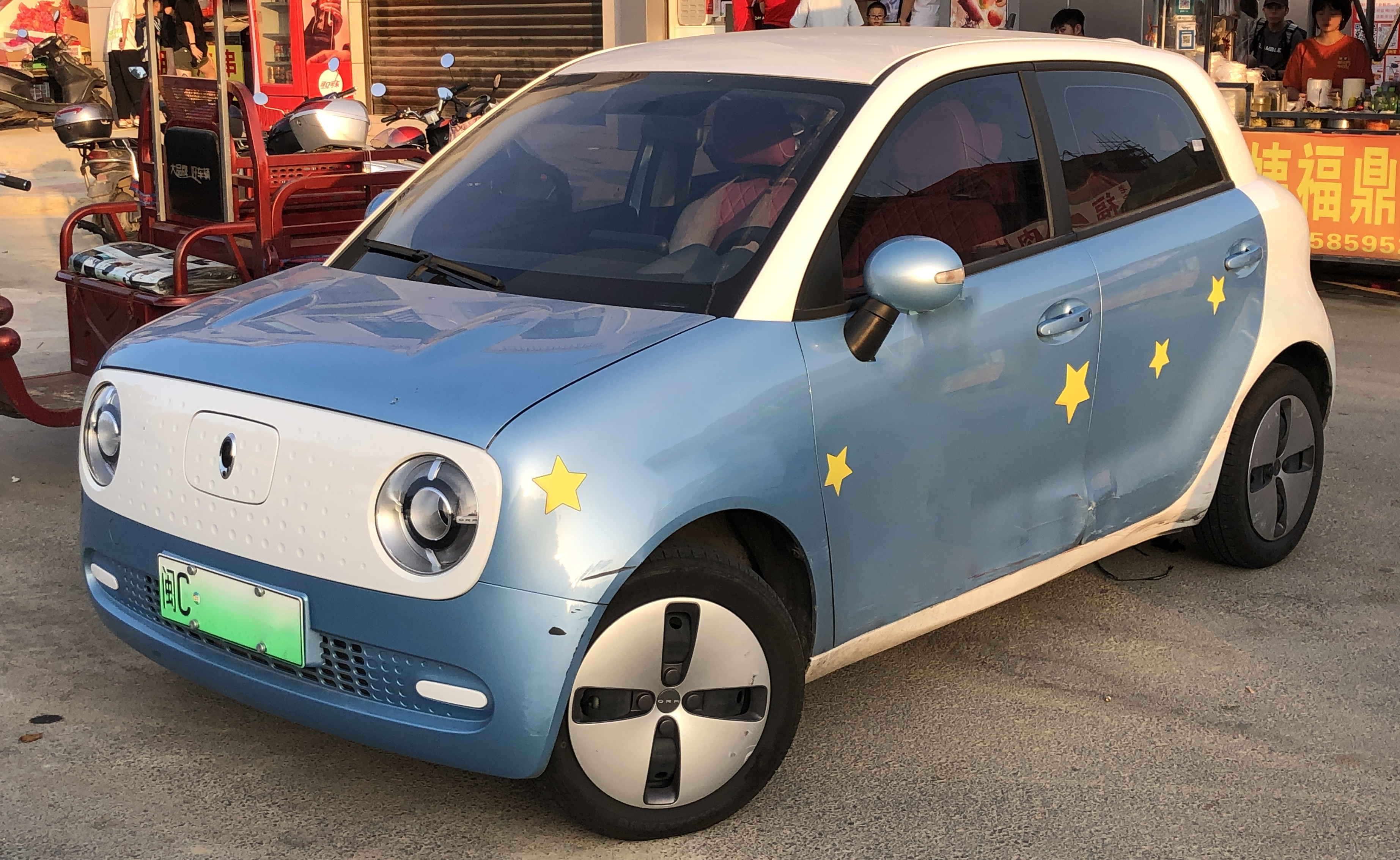
Ora Black Cat

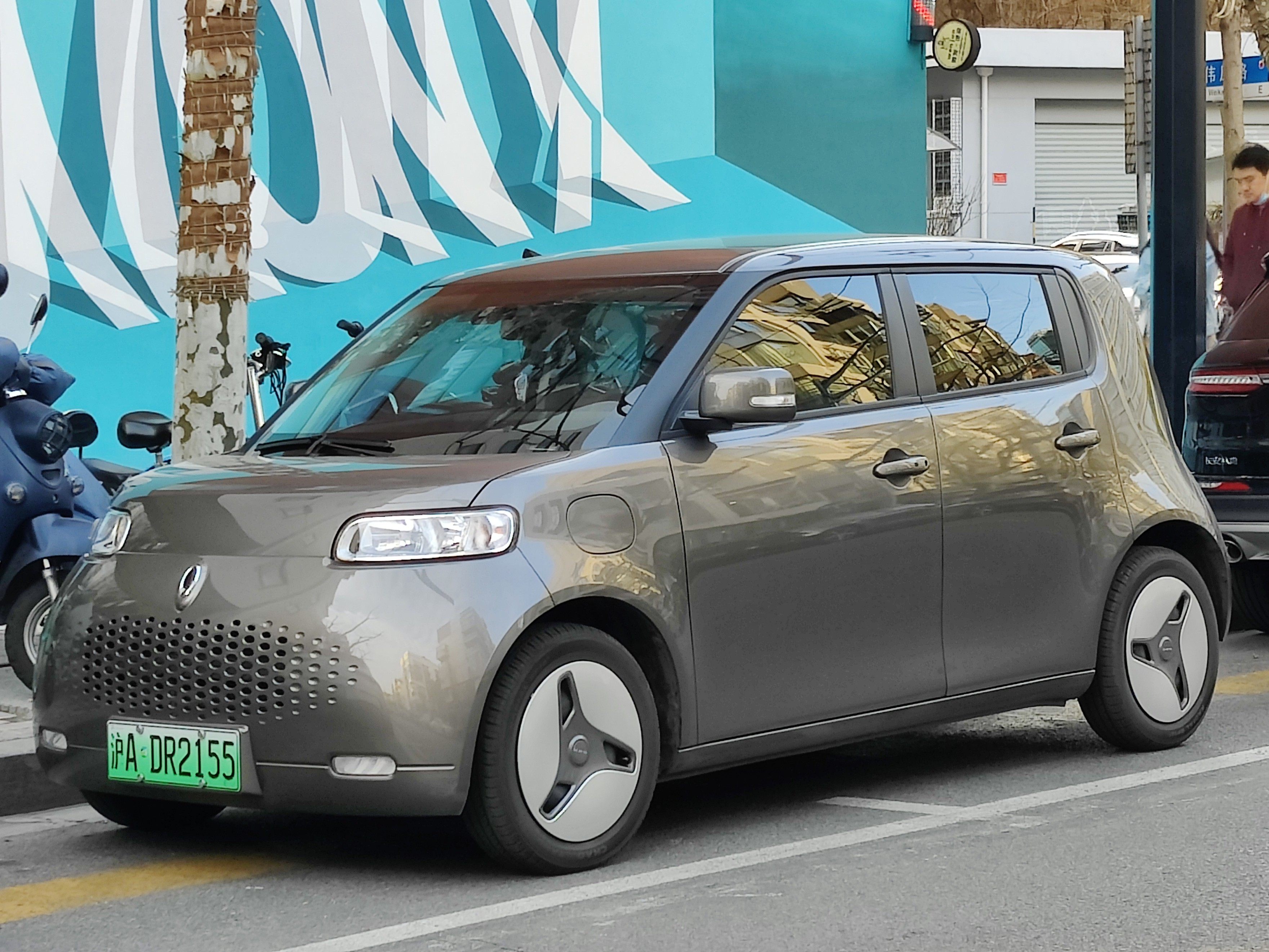
Ora White Cat

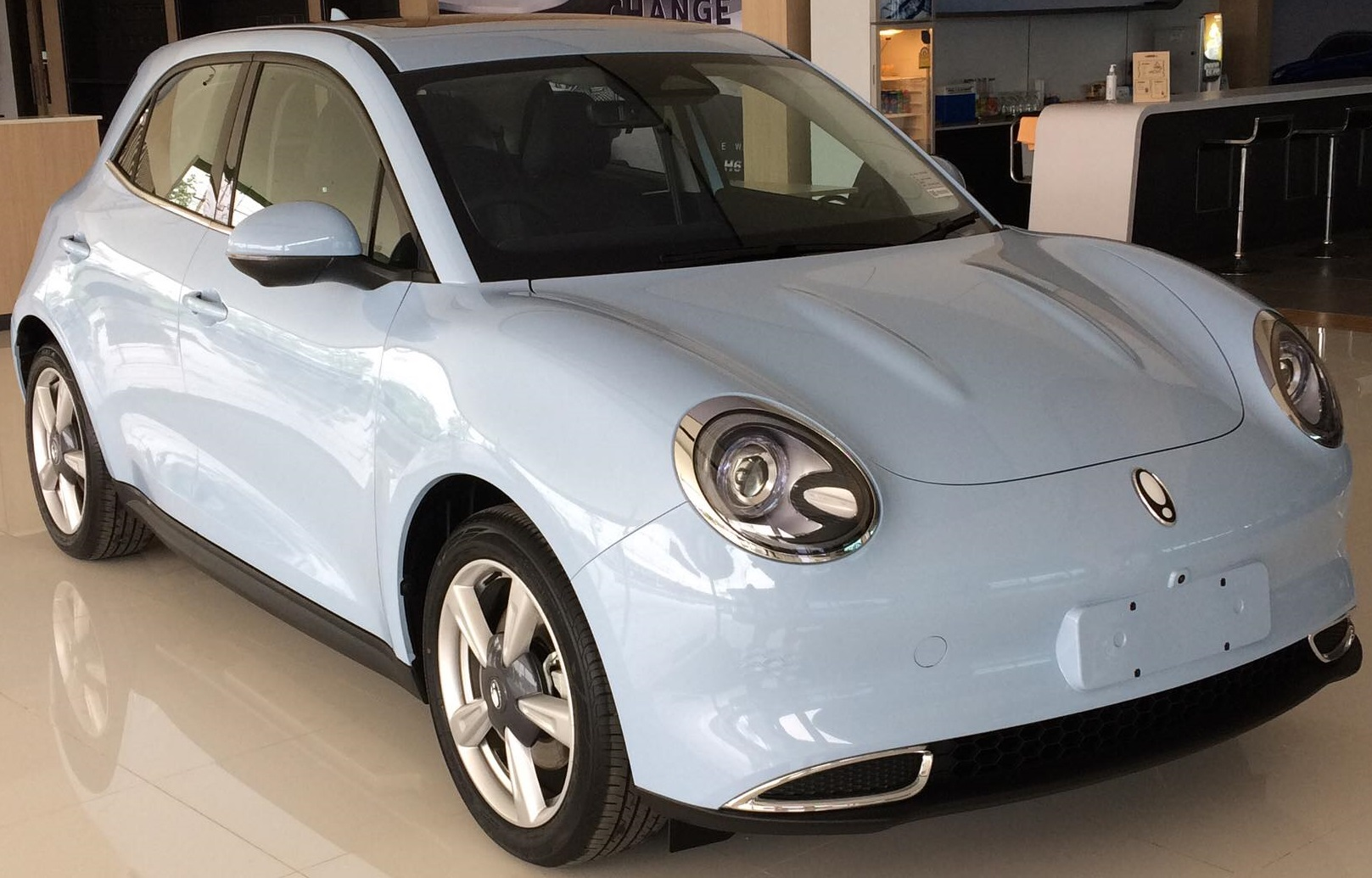
Ora Funky Cat

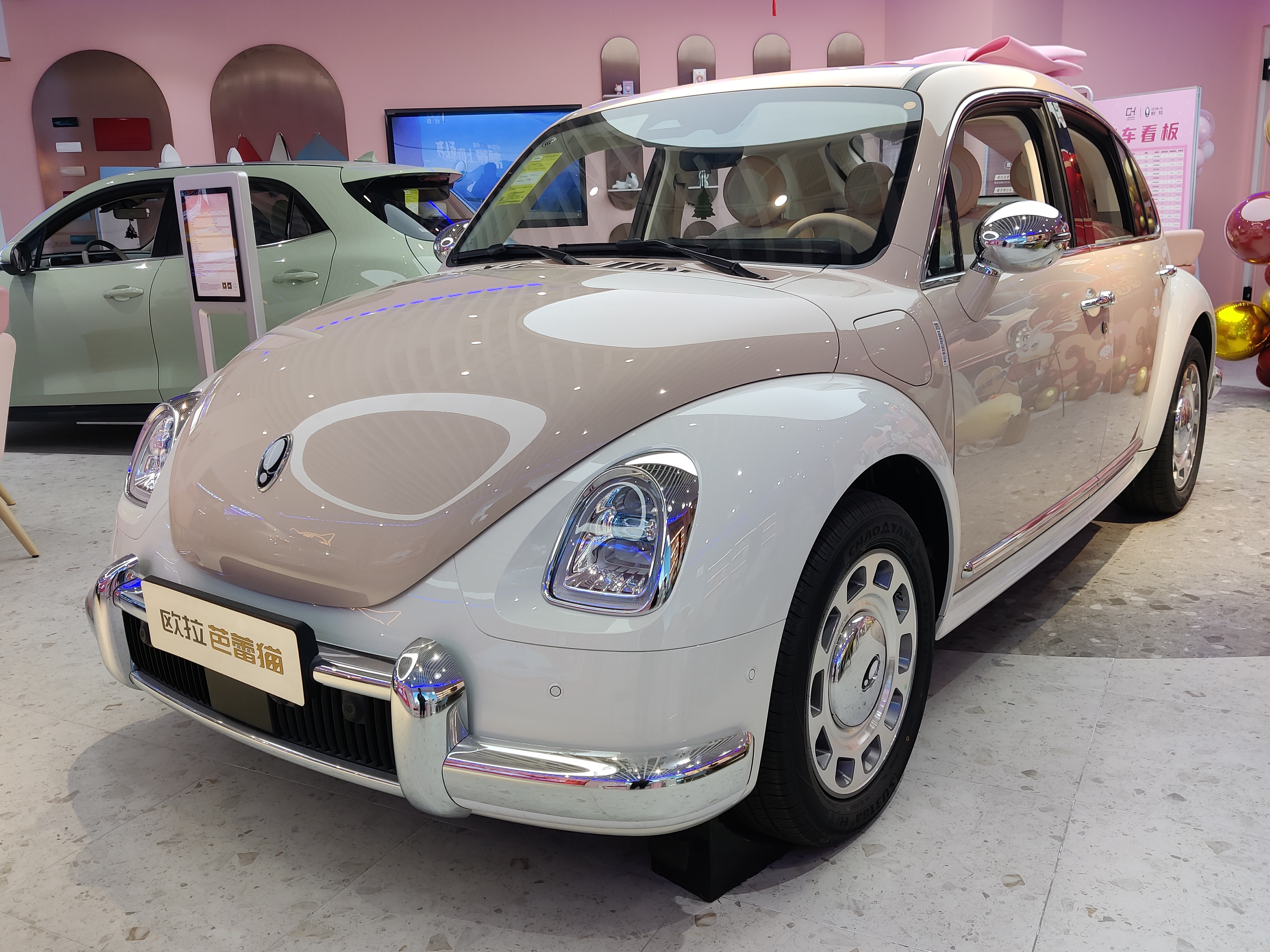
Ora Ballet Cat

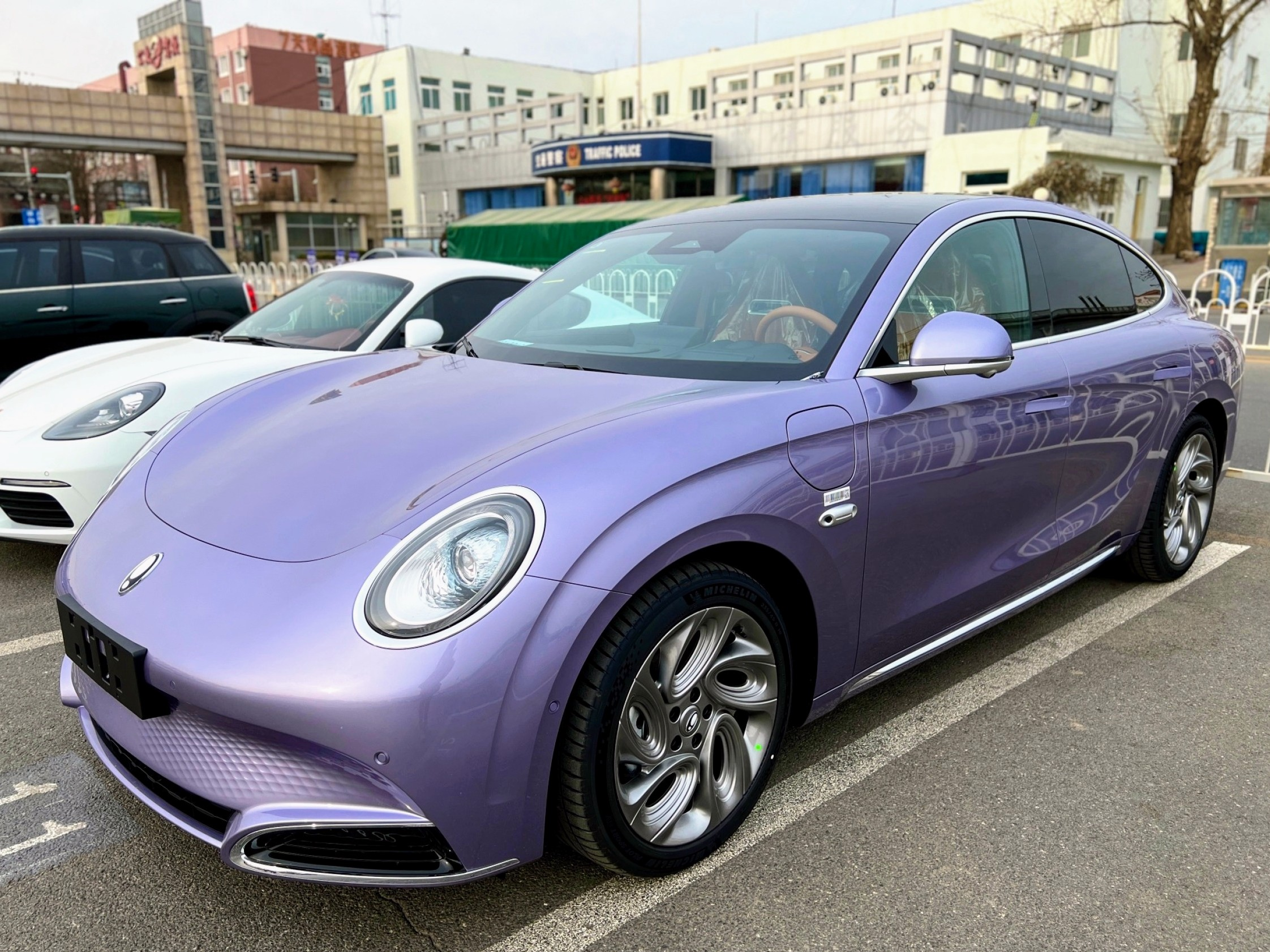
Ora Lightning Cat

Ora – chiński producent elektrycznych samochodów osobowych, z siedzibą w Baoding, działający od 2018 roku. Należy do chińskiego koncernu Great Wall Motors.

## Historia

### Początki
W maju 2018 roku chiński koncern motoryzacyjny Great Wall Motors ogłosił utworzenie nowej marki Ora dedykowanej gamie przystępnych cenowo, miejskich samochodów elektrycznych. Wraz z jej inauguracją, producent zapowiedział pierwsze dwa modele, które miały docelowo utworzyć początkową paletę modelową. Pierwszym produktem filii został crossover iQ łączący cechy SUV-a z podwyższonym prześwitem oraz trójbryłowego sedana. Sprzedaż modelu ruszyła w sierpniu 2018 roku. Kolejną konstrukcją marki Ora został miejski hatchback R1 mający docelowo być jednym z najtańszych pełnowartościowych osobowych samochodów elektrycznych na rynku chińskim, wyrózniając się wówczas ceną o równowartości 9 tysięcy dolarów amerykańskich. Studyjną zapowiedź trzeciego modelu marki Ora przedstawiono w czerwcu 2019, z kolei seryjny samochód pierwotnie mający się nazywać nazwie Ora R2 zaprezentowano rok później. Ostatecznie, samochód trafił do sprzedaży w lipcu 2020 jako Ora White Cat, będąc pierwszym produktem firmy przyjmującym nową politykę nazewniczą opartą na różnych przymiotnikach angielskiego słowa "Cat". Tuż po nim model R1 zmienił nazwę na Black Cat, a we wrześniu ofertę poszerzył czwarty model Ory - awangardowo stylizowany, kompaktowy hatchback Good Cat. Z końcem 2020 roku gamę uszczuplono z kolei o notującego niewielką popularność crossovera iQ.

### Dalszy rozwój
2021 rok przyniósł intensywny rozwój planów modelowych Ory, co wyrażono prezentując serię prototypów. W kwietniu 2022 podczas międzynarodowych targów motoryzacyjnych w Szanghaju przedstawiono prototyp Lightning Cat zwiastujący wzbogacenie gamy o dużego fastbacka w awangardowym wzornictwie. Równolegle zaprezentowano także kontrowersyjny prototyp Ora Ballet Cat utrzymany w stylu retro i będący zarazem silnie inspirowanym klasycznym Volkswagenem Beetle. Oba modele przeobraziły się w produkcyjne pojazdy. W styczniu 2022 zadebiutował seryjny model Ora Ballet Cat pod postacią dużego, silnie inspirowanego "Garbusem" 5-drzwiowego hatchbacka. W listopadzie tego samego roku z kolei przedstawiono średniej wielkości fastbacka Lightning Cat, który trafił do sprzedaży w Chinach z końcem 2022. W międzyczasie chińska firma przełożyła akcenty w stronę większych i droższych pojazdów, w lutym 2022 porzucając dotychczas oferowane dwa najmniejsze i najtańsze hatchbacki Black Cat oraz White Cat. Ich produkcja miała być przerwana tymczasowo, jednak ostatecznie nie powróciły one do oferty z powodu m.in. obniżenia progu dopłat chińskiego rządu przy niskich marżach, które w końcowym etapie rynkowego stażu tych pojazdów przeradziły się w straty na każdej sprzedanej sztuce.

### Ekspansja zagraniczna
Już lutym 2020 roku Great Wall Motors przedstawiło model R1 podczas wystawy Auto Expo 2020 w Nowym Delhi w Indiach. Konkretne plany ekspansji na rynki zagranicznej sformułowano jednak półtora roku później, gdy podczas międzynarodowych targów IAA 2021 przedstawiono model Good Cat pod roboczą nazwą Ora Cat 02 wraz z prototypem Lightning Cat pod przydomkiem Cat 03, a także eksperymentalnym prototypem SUV-a opartym na modelu bratniej marki WEY o nazwie Big Cat.
Ekspansja zagraniczna Ory zmaterializowała się z końcem 2021 roku, rozpoczynając oficjalną dystrybucję i sprzedaż w Tajlandii. W drugiej połowie 2022 roku z kolei firma zadebiutowała oficjalnie z modelem Ora Cat na rynku Wielkiej Brytanii i Niemczech, docelowo planując poszerzyć operacje o kolejne kraje regionu. Z końcem 2022 firma rozpoczęła działalność w Malezji, z kolei na początku 2023 uruchomiła dystrybucję w Australii, Nowej Zelandii oraz RPA.

## Modele samochodów

### Obecnie produkowane
- Good Cat
- Ballet Cat
- Lightning Cat

### Historyczne
- iQ (2018–2020)
- R1 (2019–2020)
- White Cat (2020–2022)
- Black Cat (2020–2022)

### Studyjne
- Ora R2 Concept (2019)
- Ora Futurist (2020)
- Ora Punk Cat (2021)
- Ora Lightning Cat (2021)
- Ora Big Cat (2021)